# Поэтика (Аристотель)
«Поэ́тика» (др.-греч. Περὶ ποιητικῆς, лат. Ars Poetica), 335 до н. э. — трактат Аристотеля, посвящённый теории драмы. Согласно античным каталогам, состоял из двух частей, из которых до нас дошла лишь первая. Вторая часть предположительно была посвящена разбору комедии; о её содержании, вероятно, даёт представление Коаленовский трактат. Самый ранний из известных списков датирован 1100 г. н. э., всего сохранилось пять рукописей.

## История изучения и рецепции в Европе
Самым старым из кодексов, которые содержат греческий текст «Поэтики» (уже без трактата о комедии), является Парижский кодекс (Codex Parisinus 1141), написанный в конце X века или в начале XI столетия.
Вплоть до XIII века трактат оставался неизвестным, пока Герман Алеманн в 1256 году не перевёл на латинский изложение трактата, составленное Аверроэсом. Это позволило европейским интеллектуалам ознакомиться с идеями трактата, хотя и в сильно искажённом виде.
Первый перевод на латынь принадлежит Вильгельму из Мёрбике. Он был закончен в марте 1278 года.
В 1498 году выходит латинский перевод Джорджо Валлы, сделанный с позднего списка с Парижского кодекса, обнаруженного в библиотеке Эсте в Модене.
Греческий текст «Поэтики» был издан в Венеции в издательском доме Альда Мануция в 1508 году.
В 1537 году в Венеции вышло греческое издание с параллельным латинским переводом Алессандро Пацци

## Содержание
В первой части этого сочинения дается общая характеристика термина «поэтика».
Вначале Аристотель утверждает, что любое искусство (в частности, музыка — авлетика и кифаристика) основано на мимесисе, или подражании (например, музыка основана на подражании ритму жизни).
Поэзия, по его утверждению, существует по двум причинам:
1. Человеку с детства свойственно подражание.
2. Подражание доставляет человеку удовольствие.

Аристотель доказывает это, утверждая, что любому человеку свойственно любопытство. В частности, любопытство наблюдения разного рода неприятных вещей, например, изображения убитых животных, и получения от этого удовольствия. 

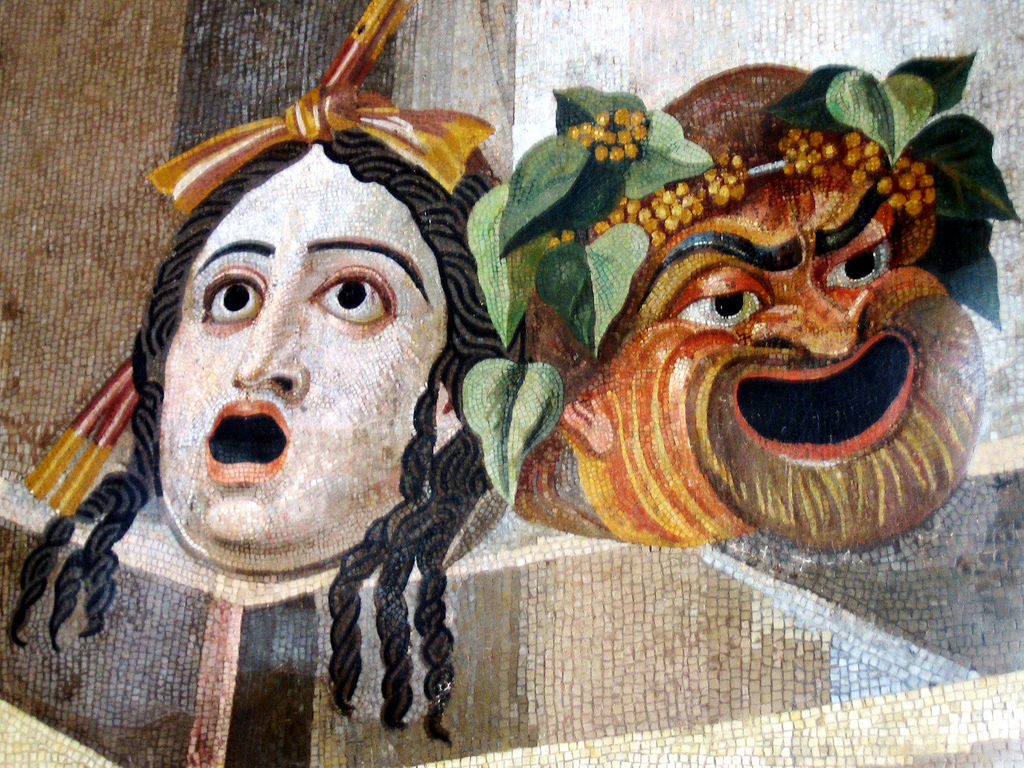
Античные маски трагедии и комедии

Комедия (κωμῳδία), по Аристотелю, — это «подражание низким людям», но не в том что отвратительно (κακία), а том что смешно (γελοῖον) (1449a). Смешное безобразно, но не вызывает страданий.
Трагедия (τραγῳδία), по Аристотелю, — это «подражание действию» (μίμησις πράξεως) серьезному и законченному (1449b). При этом в трагедии присутствуют «сострадание и страх» (ἐλέου καὶ φόβου), посредством которых достигается катарсис (очищение). Душой трагедии является фабула (μῦθος). В трагедии все действующие лица должны обладать определённой характеристикой и определёнными характерами.
По Аристотелю, у характера каждого действующего лица должны быть четыре составляющие:
1. Благородство.
2. Характеры должны друг другу подходить.
3. Правдоподобность.
4. Последовательность.

В «Поэтике» Аристотель вводит в широкий оборот такие ключевые для нарратологии термины, как «перипетия», «узнавание», «гамартия», «катастрофа», «катарсис».
Существуют многочисленные переводы «Поэтики» на европейские языки.

## Переводы

### На латынь
- 1481 — перевод с арабского
- 1498 — перевод Дж. Валлы с греческого

### На русский язык
- 1854 — неполный перевод Б. И. Ордынского
- 1885 — перевод В. И. Захарова
- 1893 — перевод В. Г. Аппельрота (переиздан под редакцией Ф. А. Петровского в 1957 году)
- 1927 — перевод Н. И. Новосадского
- 1978 — перевод М. Л. Гаспарова

## Издания
- Аристотель. О поэзии / Пер. Б. И. Ордынского. (неполный). — М., 1854. — С. 6+134.
- Аристотель. Поэтика / Пер. В. И. Захарова. — Варшава, 1885.
- Аристотель. Об искусстве поэзии / Пер. В. Г. Аппельрота. — М., 1893. — 4+97 с.
- Аристотель. Об искусстве поэзии / Пер. В. Г. Аппельрота и комм. Ф. А. Петровского. — Памятники мировой эстетической и критической мысли. — М.: Гослитиздат, 1957. — 183 с. — 75 000 экз.
- Аристотель. Поэтика / Пер. Н. И. Новосадского. — «Классики искусства». Вып. 1. — Л.: Academia, 1927. — 120 с. — 2100 экз.
- Аристотель. Поэтика / Пер. М. Л. Гаспарова. — Аристотель. Сочинения: В 4-х т.. — М.: Мысль, 1983. — Т. 4. — 830 с. — (Философское наследие Т. 90). — 80 000 экз.
- Аристотель. Поэтика / Пер. М. М. Позднева. — Книга сочинителя. — СПб.: Амфора, 2008. — 320 с. — (Александрийская библиотека). — 5000 экз.
- Аристотель. Поэтика. — Политика. Риторика. Поэтика. Категории. — Минск: Литература, 1998. — С. 1064—1112. — 1112 с.